# Высшая лига (баскетбол, мужчины)
Высшая лига — третья по силе лига в структуре российского баскетбола.
В 2015-2022 годах называлась «Суперлига-2 дивизион». Перед началом сезона 2022-2023 была переименована обратно в «Высшая лига».

## Участники сезона 2023/2024
В турнире принимают участие 7 команд.
- Нефтехимик
- Южный слон
- Динамо-МГТУ
- Металлург (Магнитогорск)
- Динамо (Грозный)
- Чебоксарские ястребы
- ЦСП-Химки

## Победители и призёры
| Сезон     | Место проведения Финала | Финал                    | Финал                      | Финал                | Матч за 3-е место    | Матч за 3-е место         | Матч за 3-е место        |
| Сезон     | Место проведения Финала | Золото                   | Счёт                       | Серебро              | Бронза               | Счёт                      | 4-е место                |
| --------- | ----------------------- | ------------------------ | -------------------------- | -------------------- | -------------------- | ------------------------- | ------------------------ |
| 2009/2010 | Заречный                | Динамо-АГУ               | 77:63                      | Дизелист             | Воронеж-СКИФ         | 84:78                     | Старый Соболь            |
| 2010/2011 | Видное                  | Атаман                   | 67:63                      | АлтайБаскет          | Спарта и К           | 77:65                     | КАМиТ-Университет        |
| 2011/2012 | Барнаул                 | Планета-Университет      | 70:68                      | АлтайБаскет          | Новосибирск          | 98:74                     | Согдиана-СКИФ            |
| 2013/2014 | Москва Тобольск         | Нефтехимик               | 2:1 (79:75, 75:83, 86:83)  | МБА                  | Союз                 | 2:0 (80:70, 60:59)        | Динамо-МГТУ              |
| 2014/2015 | Тамбов Саранск          | Рускон-Мордовия          | 2:1 (63:71, 69:61, 85:71)  | Тамбов               | Союз                 | 2:1 (92:64, 68:61, 99:92) | Динамо (Челябинск)       |
| 2020/2021 | Барнаул Чебоксары       | Барнаул                  | 1:1 (71:81, 91:71)         | Чебоксарские ястребы | Тамбов               | 2:0 (80:69, 90:60)        | Металлург (Магнитогорск) |
| 2021/2022 | Магнитогорск Курск      | Металлург (Магнитогорск) | 2:1 (96:109, 80:71, 87:71) | Русичи               | Тамбов               | 2:0 (78:70, 101:87)       | Чебоксарские ястребы     |
| 2022/2023 | Челябинск               | БАРС-РГЭУ                | 72:67                      | Челбаскет            | Нефтехимик           | 88:84                     | Южный слон               |
| 2023/2024 | Магнитогорск Грозный    | Металлург (Магнитогорск) | 2:0 (77:75, 80:72)         | Динамо (Грозный)     | Чебоксарские ястребы | 2:0 (77:70, 89:64)        | Нефтехимик               |
| 2024/2025 | Уфа Тобольск            | Динамо (Уфа)             | 2:0 (83:69, 72:69)         | Нефтехимик           | Русичи               | 2:1 (87:83, 73:82, 75:71) | Чебоксарские ястребы     |

## Самый ценный игрок
| Сезон     | Игрок             | Команда                  | Ссылка |
| --------- | ----------------- | ------------------------ | ------ |
| 2022/2023 | Дмитрий Флис      | БАРС-РГЭУ                | [ 4 ]  |
| 2023/2024 | Григорий Скрынник | Металлург (Магнитогорск) | [ 5 ]  |